# DeviantART

A DeviantART egy korábbi logója

A deviantART (dA) egy nemzetközi, internetes művészeti publikációs helyként, ismeretségi hálózatként és webshopként egyszerre működő honlap, az egyik legnagyobb online alkotóközösség. 2000. augusztus 7-én indította útjára Scott Jarkoff, Angelo Sotira, Matthew Stepens és még sokan mások. Tulajdonosa a deviantART, Inc.
Mint publikációs hely, a deviantART azt tűzte ki célul, hogy lehetőséget biztosítson - elméletben bármilyen - művésznek, legyen az fotós, festő, vagy akár író, hogy bemutathassa és megvitathassa a munkáit. Értelemszerűen az oldal gyakorlatilag azon alkotók körében népszerű, akiknek módjuk van alkotásaik valamilyen digitális, webes formában való közzétételére. Teljes épületeket pl. természetesen nem lehet közzétenni az oldalon, de épületfotókat vagy tervrajzokat, modelleket stb. már igen. A dA így elsősorban a vizuális jellegű művészetekkel foglalkozók számára jelent kézenfekvő működési terepet; bár lehetőség van (hangos) videók, hangok, erőforrásfájlok (pl. flashbe alakított 3D-modelleknek, vagy 3d-animációk algoritmusainak) közzétételére is. A honlap jelenleg is aktív, számos különböző formáját kínálja a közlésnek úgy, mint, fénykép, komputerrel generált digitális művészet (air brushing, 3d-s munkák, vagy fotómanipuláció), hagyományos festőművészet, irodalom, illetőleg kezdeményként létező vizuális művészeti, iparművészeti vagy hobby jellegű ágak (pl. webképregények, alkalmazásokra, programokra gyártott skin-ek és weblaptervek vagy videojátékok karakter-modelljei). A site számos letölthető forrásanyaggal is szolgál, amelyek változatos megkötésekkel (például a származás jelölése, nonprofit publikálás, a deviantART-on kívüli felhasználás korlátozása) felhasználhatók további munkákban. Ezek is végtelenül sokszínűek: a különböző  oktatóanyagoktól és segédletektől kezdve, a „nyers” forrásfájlokon át (Photoshop illetve Macromedia flash dokumentumok) a stock- fotográfiákig.
A virtuális közösségi életre is számos lehetőséget kínál az oldal. Például, ahogyan más közösségi oldalakon, úgy a deviantArton is csoportokat és miniközösségeket alkothatnak a felhasználók, ezek több-kevesebb rendszerességgel pályázatokat, alkotói versenyeket vagy tombolaszerű játékokat és sorsolásokat írnak ki. Az oldalnak van nyilvános és privát üzenetküldő (chat rendszere), alkalmat nyújt egyszerűbb blogbejegyzések írására és rendszerezésére; és még számos online lehetőséget nyújt ezen kívül. Továbbá időnként szerveznek személyes találkozókat is.
Online webshopnak a deviantArt print-szolgáltatása miatt tekinthető. Ez digitális nyomtatóval készült, professzionális minőségű reprodukciókat jelent az oldalon közzétett azon alkotásokról, melyeket készítőik erre méltónak tartanak.

## Fontosabb kifejezések
Az oldalhoz kapcsolódó márkanevek kis- és nagybetűknek egyedi használata jelzi annak deviánsságát, speciális arculatát, amit a fenntartók más módokon is igyekszenek kimutatni, így például saját szleng alkotása által.
- dA – gyakori rövidítése a honlap címének, előfordul még a devART, és dART, megjelölés is. Kiejtése: „dart”.
- Deviant – a deviantArt felhasználója
- Deviation – a fő galériarendszerbe feltöltött munkák megnevezése, attól kezdve és addig, míg a feltöltő-alkotó megtartja ebben az állapotában.
- Scrap - Lehetőség van arra, hogy a feltöltött alkotásokat egy "vázlatok" (scraps) mappába töltsük fel a főgaléria helyett. Az alkotó által vázlatoknak minősített darabok - ami többek között a dA egyik díjtalanul biztosított szolgáltatása a sok közül - kikerülnek a galéria statisztikájából és a kategóriarendszerből, valamint olyan, a művészről alkotott képet befolyásoló thumbbox jellegű menükből, mint a "more from this artist". E mappára azonban nem működnek a többi mappákra jellemző olyan funkciók sem, mint pl. a feltöltött állományok bélyegképeinek tetszőleges (drag-and-drop) rendezése.
- dAmn – a deviantART Messaging Network, valós idejű chatrendszer.

## Jellemzők és belső felépítés
A deviantart hierarchikusan egymásra épülő weblapcsoportokból áll: részben az alkotók személyes lapjaiból, illetve "közösségi jellegű" és segítő lapokból (fórumok, segítség, stb.).

### A felső „böngészősáv”
A deviantArthoz lapok tetején két, böngészőmenü-sávszerű menüsor foglal helyet; baloldalt a navigációs menü (deviantArt Site Navigation Menu), valamint, jobboldalt - a csak bejelentkezett felhasználók számára látható - személyes eszköztár (tool bar). A nem bejelentkezett látogatók vagy felhasználók számára az utóbbi helyett egy két gombot tartalmazó menü (Join és Login, azaz Regisztráció és Bejelentkezés) van a jobb oldalon. A navigációs menü hét gombot tartalmaz: 1). linket a főoldalra; 2). a keresőmezőt, 3). egy, a vétellel és eladással kapcsolatos legördülő menüt előhívó SHOP feliratú gombot, 4). egy MORE feliratú gombot, amely változatos elemekből álló legördülő menüt hív elő; 5). a feltöltéssel és publikálással kapcsolatos legördülő menüt előhívó SUBMIT gombot; 6). A premium/core membership regisztrálását lehetővé tevő UPGRADE gombot. A személyes eszköztárról lehet elérni a személyes felhasználói oldalt, a különféle chat-, fórum- és idővonal-kezelő rendszereket, továbbá a kedvenceket tartalmazó galériát.

### Lehetőségek, alkalmazások
A fenti menük által elérhetővé tett fontosabb alkalmazások:
- watchlist (figyelőlista) – Egyfajta baráti lista. Bármely felhasználó „figyelhet” egy másikat. Ez annyit jelent, hogy hozzáadhatja a másik alkotót a figyelőlistájához, és kérhet értesítést, ha az érdeklődött személy új alkotást publikált, új félkész darabot helyezett fel a vázlatok (scraps) közé, vagy új naplóbejegyzést tett közzé.
- private messaging (értesítések küldése) – a nem a nyilvánosság előtt zajló kommunikáció eszköze, egy belső e-mail szolgáltatáshoz hasonló. Note-nak nevezett üzeneteket küldhetünk egy másik dA felhasználónak.
- longitude and latitude – amennyiben megadtunk földrajzi elhelyezkedésünket (Ország és koordináták) a deviantArt rendszere kikeresi nekünk a hozzánk közel élő társainkat.
- prints account – a felhasználó vásárolhat magának egyfajta internet shop szolgáltatást, amin keresztül eladásra kínálhatja a munkáit
- adCast program – bizonyos összeg fejében a deviantArt hirdetési felületet bocsát a felhasználó rendelkezésére, amiben a honlapon belüli galériáját népszerűsítheti, amelyet a nem előfizetett felhasználók személyes oldalán helyez el. [forrás?]

### A személyes oldal
Personal page – minden felhasználó regisztrációjának aktivizálásától kezdve rendelkezik egy személyes oldallal, aminek URL-je a http://felhasználóinév.deviantart.com–ra mutat. (A felhasználói nevet a regisztrációnál adja meg, később nem változtathat rajta.) Ez az oldal listázva közölheti (ld. "DeviantID widget", lentebb) a felhasználó érdeklődési körét, hobbijait, kedvenc íróját, mozifilmjét, elérhetőségét és a többi- amennyiben megadja azokat.
Az alkotók személyes lapjainak további részei az ún. "widgetek". Ezek - legalábbis külső megjelenés szempontjából - frame-ekhez, illetve dobozokhoz hasonló, de ki-be-kapcsolható, dinamikus tartalommal rendelkező, és bizonyos mértékig (inkább csak előfizetéssel rendelkezők számára) minimális testreszabási lehetőségeket is nyújtó laprészek. A widgetek listája bővíthető, alapértelmezésben a következők szerepelnek (és ezek egyben a legfontosabbak):
- Newest deviation / Legújabb fájlok: az alkotó által feltöltött néhány legújabb fájlt mutatja indexkép (thumb) formájában.
- Favourites: A kedvencek galériája (ugyanaz, mint ami a lapok tetején lévő eszköztárról érhető el), az alkotók megjelölhetik a többi deviant művei közül a nekik tetszőket kedvencként, amik ezáltal ebbe a galériába kerülnek. Egy mű kedvencnek jelölése természetesen pozitív gesztusnak számít.
- Watchers / Követők és barátok. A követők/figyelők értesítést kapnak az egymással kapcsolatos eseményekről egymás lapjának felkeresése nélkül is, hasonlóan, ahogyan más közösségi oldalakon.
- Groups / Csoportok: A közös érdeklődéssel rendelkező vagy szorosabb ismeretségben lévő alkotók csoportokat szervezhetnek, ezek gyakorlatilag tetszőleges módon alapíthatóak, egy alkotó akárhány csoportnak is tagja lehet. A csoportok hasonló, de közösen fenntartott csoportlappal rendelkeznek, mint az alkotók egyénenként.
- Journal / Blog: Blogszerű bejegyzéseknek helyt adó laprész. A journal posztokat (mint szinte minden mást is a dA-on) mások is kommentelhetik, hacsak ezt a poszt tulajdonosa le nem tiltja. A journal-okban kb. olyan nagyon alapszinten lehet nyomdai jellegű és html formázásokat végrehajtani (betűk félkövérítése, preformált html-listák alkalmazása, pl.), és korlátozott (de elég nagy) számú képpel vagy bélyegképpel is illusztrálhatóak, akár egy wikiwikiweben, az előfizetéssel rendelkező felhasználók azonban teljes mértékű formázási lehetőséget kapnak, akár css-stíluslapokat is használhatnak skinként.
- DeviantID / Userlap-rész: Az alkotó itt írhat bővebben és kevésbé kötöttebben magáról, ide lehet egy nagyobb méretű avatar-szerű képet is tenni.

2014-ben a személyes oldalak widgetei olyan idővonalszerű tartalmakkal bővültek, mint amilyenek a Facebookon is láthatóak. Lehetőség van a kedvencnek jelölések és kedvencgalériák bővítésének, valamint az alkotások feltöltésének idővonalszerű megjelenítésére, noha a megjelenítés nem mindig következetes és nem is teljesen testre szabható. Lehetőség van továbbá minden állapotváltozásra facebook-szerű "állapotmegosztás" révén felhívni az ismerősök, barátok és követők figyelmét.

### A főoldal
A dA főoldaláról más, szorosabb értelemben véve közösségibb tartalmak érhetőek el. Az egyik legfontosabb a "közösségi arisztokrácia" által menedzselt „napi deviációkról” szóló képes napló, ez ugyanis egyfajta nagyra értékelt, és a személyes szimpátián túlmenő elismerést fejez ki. A Daily Deviation – néhány aznapra kiemelt művész egy-egy munkája a honlap egy prominens helyén (a főoldalon), amelyet a közösség ezért felelős tagjai választanak ki (de a folyamatba bármelyik deviantnak van lehetősége beleszólni).
Az oldalon számos fórum és shoutbox áll a felhasználók rendelkezésére.

### A személyes galéria
deviantART gallery – egy gyűjtemény a galériába feltöltött munkákból. Minden alkotónak (legalább) kétféle galériája van: egy a saját munkáiból (gallery), egy pedig mások kedvencnek jelölt munkáiból (favourites).
A feltöltött saját műveket kötelező kategorizálni. Ennek nem elsősorban az alkotó, inkább a DA közösségi lapjai és keresőmotorja számára van jelentősége. A deviantArt többféle kategóriát különböztet meg, az elméleti és esztétikai jellegű kategóriák helyett egy gyorsan használható rendszert igyekeztek kialakítani. A kategóriarendszer jelenleg háromlépcsős, de elvben lehetőség van a bővítésére, ha az oldal fenntartói ezt szükségesnek látják (a felhasználók is javasolhatnak új kategóriákat, de mivel majdnem mindegyik főág és több alág is tartalmaz egy "Egyéb" vagy hasonló jellegű kategóriát, erre nem sűrűn kerül sor). Például: a "tradicionális művészet" (ez egy kategória) keretein belül elkülönül a "rajz", a "tipográfia", a "kollázs", a rajzon belül választhatunk az "absztrakt", "fantasy", "tájkép", "emberábrázolás", "portré", "sci-fi" és még sok más kategória közül.
A személyes galériában a művek kicsinyített bélyegképekként jelennek meg. Lehetőség van almappákat létrehozni, azaz a művek gyűjteményét algyűjteményekre osztani. Ennek módja az alkotóra van bízva, az algalériák létrehozásánál, elnevezésénél nem kell a beépített kategóriarendszert követni, ez két külön dolog. A kedvencek is ugyanígy almappázhatóak.
A kép alá a művész megjegyzései kerülnek, ez alá jönnek a visszajelzések. Beállítható, szeretnénk-e kommentárokat kapni a feltöltött anyaghoz, vagy sem.

### A kedvencek
A felhasználó, ha egy számára tetszetős alkotást talál, hozzáadhatja a kedvenceihez („add to favorites”), amik a hozzáadás sorrendjében megjelennek egy külön oldalon, amit a személyes oldaláról érhet el, ő vagy látogatói. A felhasználó választhat, hogy mindig az aktuális kedvencek utolsó pár darabja jelenjen meg a személyes oldalán, vagy legyen véletlenszerű.
- collections – a gyűjtemény. Az ily módon begyűjtött képek nem egyszerűen a kedvencekhez kerülnek, hanem azon belül egy külön mappába rendezhetők. A mappa szerkeszthető. A felhasználók szavazhatnak egymás kollekcióira és ezeket meg is jelenítik a "Collections" menüpontban.

2014-től kezdve mások kedvenc-galériájának vagy galériáinak figyelése is lehetséges, továbbá az egyes kollekciók külön-külön való figyelése is beállítható. Tehát értesítést kaphatunk nemcsak arról, ha valaki, aki rajta van a figyelőlistánkon, feltöltött egy alkotást, hanem arról is, hogy hozzáadta valaki más alkotását a kedvenceihez, vagy annak egy adott algyűjteményéhez. Bizonyos esetekben (ez a galériatulajdonos és a figyelő személyes beállításaitól is függ) lehetőség van arra, hogy mások kollekcióit is a kedvenceinkhez adjuk, ez esetben a kollekció speciális, animált bélyegképként jelenik meg, amelyben a kollekcióban lévő első 2-3 mű jelenik meg váltakozva.

## Subscription – az előfizetés
Maga a deviantArt használata, és regisztrációja díjtalan, de előfizetés fejében különböző extra szolgáltatásokat kínál.
- nagyobb szabadságot ad a felhasználói oldal testre szabásához (használhat például egyéni CSS -t a naplójában)
- privát fórumok létrehozása
- gyorsabb böngészés
- a Journalokban elhelyezhető szavazás
- további statisztikák
- deviantMOBILE szolgáltatás, mellyel a kedvenc képeinket bárhol és bármikor megtekinthetjük a mobilunkon
- pontosított keresés, mellyel napra pontosan kereshetünk a galériákban
- további képrendezési lehetőségek a kezdőoldalon (az alapbeállítás 4, ez a szám egy előfizetéssel 20-ra nő)
- reklámmentesség

Havonta történő fizetésnél, körülbelül 850 Ft-ot kell fizetnünk. Egy előre kifizetett 3 hónapos Subscription 1370 Ft körül mozog, míg az egyéves előfizetés, nagyjából 5100 Ft. Magyarországon történő fizetéshez, a Visa, a MasterCard és a PayPal áll rendelkezésre.
2015-ben jelent meg a „Core Membership” nevű, felhasználói extraszolgáltatásokat nyújtó felhasználóijog-csomag, amely lényegében leváltotta az előző, Premium Membership nevű extra tagsági csomagot, határozottan drágább díj fejében lényegében ugyanazokat a szolgáltatásokat kínálva.

## Vásárlás a DeviantArton
A DeviantArt rendelkezik saját bolttal is, ahol a legkülönfélébb dolgokat tudjuk beszerezni. Ha egy képünket megfelelően nagy felbontásban teszünk fel és engedélyezzük a Printként történő feltöltést is (Print Submission), akkor megvásárolható lesz poszterként, egérpadként, bögreként, kirakóként stb.
Ezenkívül a deviantSHOP saját logóval ellátott ruhákat is forgalmaz.

## Felhasználói szimbólumok
Minden deviant a saját becenevén (nicknevén) szerepel, amelyet kivétel nélkül megelőz egy apró jel.
| Szimbólum | A felhasználó típusa                       | Leírás                                                                               |
| --------- | ------------------------------------------ | ------------------------------------------------------------------------------------ |
| ~         | Member                                     | egyszerű regisztráció                                                                |
| *         | Subscriber                                 | az előfizetett felhasználó                                                           |
| =         | Official Beta Tester                       | az előfizetett felhasználó aki részt vesz a béta-tesztelési folyamatban              |
| `         | Senior Member                              | Olyan felhasználó aki már több éve az oldal regisztrált tagja                        |
| °         | Alumni Staff                               | Alapító tagok, illetve olyan tagok akik valamilyen módon segédkeztek az alapításnál. |
| #         | Art Group Member / Group                   | Már nincs használatban. / A Groupok bevezetése óta ezeket a klubokat jelöli          |
| £         | "Minister" of deviantART                   | Ide tartozik a summitgroup, a dAPresents, a prints-products és a deviantWEAR         |
| @         | Message Network Administrator              | a deviantART Message Network (dAmn) adminisztrátorai                                 |
| ©         | Copyright & Etiquette Administration Staff | Az alkotások és a felhasználók törléséért felelősek.                                 |
| %         | deviantART Prints Staff                    | A Printek minőségi ellenőrzése a feladatuk.                                          |
| +         | General Volunteer                          |                                                                                      |
| ¢         | Creative Staff                             | A site egyes felületein megjelenő alkotásokat ellenőrzi.                             |
| ^         | Gallery Director                           | Egy adott galériáért felelős ember                                                   |
| $         | Core Administrator                         | Ide tartoznak például a hír adminok.                                                 |
| !         | Bannolt vagy kizárt                        | Olyan account, melyet valamilyen szabálysértés miatt töröltek.                       |

## Érdekességek

### A dA alapítóinak deviantART oldalai
- Scott Jarkoff, más néven jark
- Matt Stephens, más néven matteo
- Angelo Sotira, más néven spyed

### Újítások
A jelenlegi kinézetet, a funkciók egy részét és a logót 2014 végén fejlesztették ki. A kéretlen újítások utólagosan nem kis ellenérzést és gúnyt váltottak ki a felhasználók egy jelentős részéből. Számos, dA felhasználók készítette gúnyrajz kritizálja pl. az új logót, valamint azt a reklámízű, önfényező hangot ("boldly facing the future"), amellyel a változásokat bejelentették. A régi logó emlékére csoportot is szerveztek felhasználók. Néhány felhasználó azt is felvetette, hogy a logo a platzkart.ru oldaláról való plágium lenne.

### Külső hivatkozások
- Fontosabb Deviantart oldalak:
  - Deviantart Today - a tulajdonképpeni főoldal (bár a logóra kattintva nem ez, hanem öt másik „főoldal” is megjelenhet, attól függően, hogy melyik volt utoljára megjelenítve a webböngészőben)
  - A deviantART „idővonala” (a felküldött összes alkotás hírfolyama) javarészt :(angolul)
  - World.deviantart.com - run-time, dinamikus infografika a fontosabb tevékenységek statisztikai megoszlásáról (kedvencelés, kommentelés, llámajelvények adományozása stb.)
- A http://hq.deviantart.com/ saját ("hivatalos") blogja
- A dA egykori legnagyobb magyar nyelvű közössége (magyarul)
- A "hungaromania", a dA 2007. augusztus 28-án alapult, aktív, magyar nyelvű közössége (magyarul)
- "Budapester" egy másik magyar klub (magyarul)